# Larissa Wilson
Larissa Hope Wilson (født 5. maj 1989) er en engelsk skuespillerinde, bedst kendt for sin rolle som Jalander "Jal" Fazer i tv-serien Skins.